# Брилијант
Брилијант је најпопуларнији облик брушења дијаманата. Добија се када се дијамант избруси низ пљоснице (фасета) у облику бипирамиде. Облик наликује на купу и замишљен је тако да максимално повећа количину светлости која се враћа кроз врх дијаманта.
Главни центри за обраду су у Антверпену (Белгија) и Израелу.
Маса се мери каратима - један карат једнак је 0,2 грама. Квалитет брилијанта се описује са 4Ц (Cut=како је исечен, Clarity=прозирност, Colour=боја i Carat=маса)